# Wadi al-Taym
Il Wadi al-Taym (in arabo وادي التيم‎?, Wādī al-Taym), traslitterato anche come Wadi el-Taym, è un wadi (fiume secco) che forma una grande valle fertile in Libano, nei distretti di Rachaya e Hasbaya sulle pendici occidentali del Monte Hermon. Confina con la valle della Beqa' correndo da nord a sud verso la valle del Giordano dove incontra l'angolo nord-ovest del lago Huleh. Le basse colline di Wadi al-Taym, bagnate dal fiume Hasbani, sono ricoperte da filari di ulivi verde-argento e la popolazione della zona è prevalentemente drusa e sunnita, con un alto numero di cristiani, per lo più greco-ortodossi. Il Wadi al-Taym è generalmente considerato il "luogo di nascita della fede drusa".

## Storia
Il Wadi al-Taym prende il nome dalla tribù araba di Taym Allat (poi Taym-Allah) ibn Tha'laba. I Taym-Allat entrarono nella valle dell'Eufrate e adottarono il cristianesimo nel periodo preislamico prima di abbracciare definitivamente l'Islam dopo le conquiste musulmane del VII secolo. Una piccola parte della tribù si stabilì nel Wadi al-Taym ad un certo punto durante i primi secoli di dominio musulmano. Il Wadi al-Taym è stata la prima area in cui i drusi sono apparsi nella documentazione storica sotto il nome di "drusi". Secondo molte delle tradizioni genealogiche delle famiglie feudali druse, i clan feudali drusi affermavano di discendere da tribù arabe originariamente con sede nell'Arabia orientale e che entrarono in Siria dopo periodi di insediamenti nella valle dell'Eufrate. Secondo lo storico Nejla Abu-Izzedin, "etnicamente", il "Wadi al-Taym era autorevolmente dichiarato essere una delle regioni più arabe della Siria [geografica]". L'area era uno dei due centri più importanti dell'attività missionaria drusa nell'XI secolo.
Per gran parte dell'inizio del XII secolo, il Wadi al-Taym e lo Sfuf meridionale furono il territorio dei Jandal, un clan druso. Il capo del clan, Dahhak ibn Jandal, si alleò con i Crociati del Regno di Gerusalemme e fu coinvolto in una faida con gli Assassini che governavano la fortezza di Banias ai piedi occidentali del Monte Hermon appena a sud di Wadi al-Taym. Dahhak uccise il leader degli Assassini Bahram al-Da'i in rappresaglia per l'assassinio di suo fratello Baraq ibn Jandal. Nel 1133 entrò in conflitto con Shams al-Mulk Isma'il, il sovrano Buride di Damasco, che successivamente espulse Dahhak dalla sua tenuta nella grotta fortificata di Tyron a est di Sidone. Nel 1149, Dahhak stesso fu assassinato dagli Assassini, in vendetta per l'uccisione del da'i. Il Wadi al-Taym fu conquistato dagli Shihab, un clan musulmano sunnita nell'esercito del sultano ayyubide Saladino, nel 1173. Gli Shihab formarono un'alleanza con il clan druso Ma'an del sud del Monte Libano. A differenza di altri immigrati nel Wadi al-Taym, gli Shihab non abbracciarono la fede drusa, che era la religione dominante delle aree tra il distretto di Gharb del Monte Libano meridionale e del sud del Wadi al-Taym. Nel 1287, l'emiro Shihab Sa'ad ibn Qurqmaz, allora alleato con i successori mamelucchi degli Ayyubidi, affrontò un'incursione mongola nel Wadi al-Taym.